# Olympische Winterspiele 2014/Eishockey (Frauen)/Kader
Die Kader des olympischen Eishockeyturniers der Frauen 2014, das vom 8. bis zum 20. Februar 2014 im russischen Sotschi ausgetragen wurde, bestanden aus insgesamt 168 Spielerinnen in acht Mannschaften. Jedes Team nominierte ein Aufgebot von 21 Spielerinnen, das aus drei Torhüterinnen, sechs oder sieben Verteidigerinnen und elf oder zwölf Angreiferinnen bestand.
Im Folgenden sind die Kader der Teams, nach Gruppen sortiert, ebenso aufgelistet wie der jeweilige Trainerstab und weitere Offizielle.

## Legende
| Allgemein   | Allgemein                                           | Allgemein                                           | Allgemein                                           |
| ----------- | --------------------------------------------------- | --------------------------------------------------- | --------------------------------------------------- |
| Nr.         | Trikotnummer der Spielerin                          | Trikotnummer der Spielerin                          | Trikotnummer der Spielerin                          |
| Pos.        | Position der Spielerin                              | F                                                   | Angreiferin                                         |
| Pos.        | Position der Spielerin                              | D                                                   | Verteidigerin                                       |
| Team (Liga) | Vereinsmannschaft (und Liga) zu Beginn des Turniers | Vereinsmannschaft (und Liga) zu Beginn des Turniers | Vereinsmannschaft (und Liga) zu Beginn des Turniers |

| Statistiken   | Statistiken   | Statistiken | Statistiken               |
| Feldspielerin | Feldspielerin | Torhüterin  | Torhüterin                |
| ------------- | ------------- | ----------- | ------------------------- |
| Sp            | Spiele        | S           | Siege                     |
| T             | Tore          | N           | Niederlagen               |
| V             | Vorlagen      | OTN         | Niederlagen nach Overtime |
| Pkt           | Scorerpunkte  | Min         | gespielte Minuten         |
| SM            | Strafminuten  | GT          | Gegentore                 |
| +/−           | Plus/Minus    | SO          | Shutouts                  |
|               |               | Sv%         | Fangquote                 |
|               |               | GTS         | Gegentorschnitt           |

## Gruppe A

### Finnland
| Feldspielerinnen | Feldspielerinnen     | Feldspielerinnen | Feldspielerinnen | Feldspielerinnen | Feldspielerinnen | Feldspielerinnen | Feldspielerinnen | Feldspielerinnen | Feldspielerinnen | Feldspielerinnen                            |
| Nr.              | Name                 | Pos.             | Geburtsdatum     | Sp               | T                | V                | Pkt              | SM               | +/−              | Team                                        |
| ---------------- | -------------------- | ---------------- | ---------------- | ---------------- | ---------------- | ---------------- | ---------------- | ---------------- | ---------------- | ------------------------------------------- |
| 6                | Jenni Hiirikoski – C | D                | 30. März 1987    | 6                | 3                | 2                | 5                | 2                | +3               | JYP Naiset (Naisten SM-sarja)               |
| 9                | Venla Hovi           | F                | 28. Okt. 1987    | 6                | 1                | 1                | 2                | 10               | −1               | Kalevan Pallo (Naisten SM-sarja)            |
| 7                | Mira Jalosuo         | D                | 3. Feb. 1989     | 5                | 0                | 1                | 1                | 2                | +1               | SKIF Nischni Nowgorod (Russ. Meisterschaft) |
| 21               | Michelle Karvinen    | F                | 27. März 1990    | 6                | 5                | 2                | 7                | 4                | +4               | University of North Dakota (WCHA)           |
| 5                | Anna Kilponen        | D                | 16. Mai 1995     | 6                | 0                | 2                | 2                | 2                | +4               | Team Kuortane (Naisten SM-sarja)            |
| 4                | Rosa Lindstedt       | D                | 24. Jan. 1988    | 5                | 0                | 1                | 1                | 6                | +2               | JYP Naiset (Naisten SM-sarja)               |
| 96               | Emma Nuutinen        | F                | 7. März 1996     | 6                | 1                | 0                | 1                | 4                | −1               | Espoo Blues (Naisten SM-sarja)              |
| 11               | Annina Rajahuhta     | F                | 8. März 1989     | 6                | 0                | 0                | 0                | 4                | ±0               | Espoo Blues (Naisten SM-sarja)              |
| 29               | Karoliina Rantamäki  | F                | 23. Feb. 1978    | 6                | 0                | 2                | 2                | 0                | ±0               | SKIF Nischni Nowgorod (Russ. Meisterschaft) |
| 16               | Vilma Tanskanen      | F                | 14. Apr. 1995    | 6                | 0                | 0                | 0                | 0                | ±0               | Team Kuortane (Naisten SM-sarja)            |
| 77               | Susanna Tapani       | F                | 2. März 1993     | 6                | 1                | 4                | 5                | 2                | +2               | University of North Dakota (WCHA)           |
| 20               | Saija Tarkki – A     | D                | 29. Dez. 1982    | 6                | 0                | 1                | 1                | 2                | −4               | Oulun Kärpät (Naisten SM-sarja)             |
| 3                | Emma Terho – A       | D                | 17. Dez. 1981    | 6                | 0                | 0                | 0                | 12               | −3               | Espoo Blues (Naisten SM-sarja)              |
| 23               | Nina Tikkinen        | F                | 6. Feb. 1987     | 6                | 0                | 0                | 0                | 2                | −3               | Oulun Kärpät (Naisten SM-sarja)             |
| 15               | Minnamari Tuominen   | F                | 26. Juni 1990    | 6                | 0                | 1                | 1                | 6                | +1               | Espoo Blues (Naisten SM-sarja)              |
| 13               | Riikka Välilä        | F                | 12. Jan. 1973    | 6                | 1                | 4                | 5                | 0                | +1               | JYP Naiset (Naisten SM-sarja)               |
| 10               | Linda Välimäki       | F                | 31. Mai 1990     | 6                | 1                | 2                | 3                | 0                | ±0               | Espoo Blues (Naisten SM-sarja)              |
| 80               | Tea Villilä          | D                | 16. Apr. 1991    | 6                | 0                | 0                | 0                | 4                | +1               | University of Minnesota Duluth (WCHA)       |

| Torhüterinnen | Torhüterinnen    | Torhüterinnen | Torhüterinnen | Torhüterinnen | Torhüterinnen | Torhüterinnen | Torhüterinnen | Torhüterinnen | Torhüterinnen | Torhüterinnen | Torhüterinnen | Torhüterinnen                      |
| Nr.           | Name             | Geburtsdatum  | Sp            | S             | N             | OTN           | Min           | GT            | SO            | Sv%           | GTS           | Team                               |
| ------------- | ---------------- | ------------- | ------------- | ------------- | ------------- | ------------- | ------------- | ------------- | ------------- | ------------- | ------------- | ---------------------------------- |
| 18            | Meeri Räisänen   | 2. Dez. 1989  | –             | –             | –             | –             | –             | –             | –             | –             | –             | JYP Naiset (Naisten SM-sarja)      |
| 41            | Noora Räty       | 29. Mai 1989  | 6             | 3             | 3             | 0             | 358:57        | 13            | 1             | 92,90         | 2,17          | Tampereen Ilves (Naisten SM-sarja) |
| 1             | Eveliina Suonpää | 12. Apr. 1995 | –             | –             | –             | –             | –             | –             | –             | –             | –             | Team Kuortane (Naisten SM-sarja)   |

| Offizielle          | Offizielle | Offizielle         | Offizielle    |
| Funktion            | Nat.       | Name               | Geburtsdatum  |
| ------------------- | ---------- | ------------------ | ------------- |
| Cheftrainer         | Finnland   | Mika Pieniniemi    | 26. Apr. 1966 |
| Assistenztrainer    | Finnland   | Petteri Kilpivaara | 10. Okt. 1985 |
| Assistenztrainer    | Finnland   | Jari Risku         | 11. Feb. 1966 |
| Mannschaftsführerin | Finnland   | Tuula Puputti      | 5. Nov. 1977  |

### Kanada
| Feldspielerinnen | Feldspielerinnen        | Feldspielerinnen | Feldspielerinnen | Feldspielerinnen | Feldspielerinnen | Feldspielerinnen | Feldspielerinnen | Feldspielerinnen | Feldspielerinnen | Feldspielerinnen                |
| Nr.              | Name                    | Pos.             | Geburtsdatum     | Sp               | T                | V                | Pkt              | SM               | +/−              | Team                            |
| ---------------- | ----------------------- | ---------------- | ---------------- | ---------------- | ---------------- | ---------------- | ---------------- | ---------------- | ---------------- | ------------------------------- |
| 2                | Meghan Agosta-Marciano  | F                | 12. Feb. 1987    | 5                | 3                | 1                | 4                | 0                | +4               | Stars de Montréal (CWHL)        |
| 10               | Gillian Apps            | F                | 2. Nov. 1983     | 5                | 0                | 0                | 0                | 2                | ±0               | Brampton Thunder (CWHL)         |
| 15               | Mélodie Daoust          | F                | 7. Jan. 1992     | 5                | 1                | 0                | 1                | 4                | ±0               | McGill University (RSEQ)        |
| 8                | Laura Fortino           | D                | 30. Jan. 1991    | 5                | 0                | 1                | 1                | 0                | +5               | Hockey Canada                   |
| 16               | Jayna Hefford – A       | F                | 14. Mai 1977     | 5                | 1                | 2                | 3                | 2                | +5               | Brampton Thunder (CWHL)         |
| 21               | Haley Irwin             | F                | 6. Juni 1988     | 2                | 0                | 1                | 1                | 0                | +2               | Stars de Montréal (CWHL)        |
| 19               | Brianne Jenner          | F                | 4. Mai 1991      | 5                | 1                | 0                | 1                | 0                | +1               | Cornell University (ECAC)       |
| 6                | Rebecca Johnston        | F                | 24. Sep. 1989    | 5                | 2                | 3                | 5                | 4                | +7               | Toronto Furies (CWHL)           |
| 3                | Jocelyne Larocque       | D                | 19. Mai 1988     | 5                | 1                | 1                | 2                | 2                | +2               | Calgary Inferno (CWHL)          |
| 12               | Meaghan Mikkelson       | D                | 4. Jan. 1985     | 4                | 0                | 1                | 1                | 4                | +1               | Calgary Inferno (CWHL)          |
| 13               | Caroline Ouellette – C  | F                | 25. Mai 1979     | 5                | 0                | 0                | 0                | 2                | ±0               | Stars de Montréal (CWHL)        |
| 29               | Marie-Philip Poulin     | F                | 28. März 1991    | 5                | 3                | 2                | 5                | 0                | +6               | Boston University (Hockey East) |
| 5                | Lauriane Rougeau        | D                | 12. Apr. 1990    | 5                | 0                | 0                | 0                | 6                | +3               | Hockey Canada                   |
| 24               | Natalie Spooner         | F                | 17. Okt. 1990    | 5                | 2                | 2                | 4                | 0                | +4               | Toronto Furies (CWHL)           |
| 9                | Jennifer Wakefield      | F                | 15. Juni 1989    | 5                | 0                | 1                | 1                | 0                | ±0               | Toronto Furies (CWHL)           |
| 18               | Catherine Ward – A      | D                | 27. Feb. 1987    | 5                | 0                | 1                | 1                | 2                | +5               | Stars de Montréal (CWHL)        |
| 27               | Tara Watchorn           | D                | 30. Mai 1990     | 5                | 1                | 0                | 1                | 10               | +5               | Calgary Inferno (CWHL)          |
| 22               | Hayley Wickenheiser – A | F                | 12. Aug. 1978    | 5                | 2                | 3                | 5                | 0                | +5               | University of Calgary (ACAC)    |

| Torhüterinnen | Torhüterinnen     | Torhüterinnen | Torhüterinnen | Torhüterinnen | Torhüterinnen | Torhüterinnen | Torhüterinnen | Torhüterinnen | Torhüterinnen | Torhüterinnen | Torhüterinnen | Torhüterinnen                                |
| Nr.           | Name              | Geburtsdatum  | Sp            | S             | N             | OTN           | Min           | GT            | SO            | Sv%           | GTS           | Team                                         |
| ------------- | ----------------- | ------------- | ------------- | ------------- | ------------- | ------------- | ------------- | ------------- | ------------- | ------------- | ------------- | -------------------------------------------- |
| 32            | Charline Labonté  | 15. Okt. 1982 | 2             | 2             | 0             | 0             | 120:00        | 2             | 1             | 95,12         | 1,00          | Stars de Montréal (CWHL)                     |
| 31            | Geneviève Lacasse | 5. Mai 1989   | –             | –             | –             | –             | –             | –             | –             | –             | –             | Boston Blades (CWHL)                         |
| 1             | Shannon Szabados  | 6. Aug. 1986  | 3             | 3             | 0             | 0             | 187:30        | 3             | 1             | 95,38         | 0,96          | North Alberta Institute of Technology (ACAC) |

| Offizielle         | Offizielle         | Offizielle       | Offizielle    |
| Funktion           | Nat.               | Name             | Geburtsdatum  |
| ------------------ | ------------------ | ---------------- | ------------- |
| Cheftrainer        | Vereinigte Staaten | Kevin Dineen     | 28. Okt. 1963 |
| Assistenztrainerin | Kanada             | Danielle Goyette | 30. Jan. 1966 |
| Assistenztrainerin | Kanada             | Lisa Haley       | 28. Juni 1973 |
| General Managerin  | Kanada             | Melody Davidson  | 22. Dez. 1963 |
| Mannschaftsführer  | Kanada             | Scott Smith      | 27. Nov. 1966 |

### Schweiz
| Feldspielerinnen | Feldspielerinnen   | Feldspielerinnen | Feldspielerinnen | Feldspielerinnen | Feldspielerinnen | Feldspielerinnen | Feldspielerinnen | Feldspielerinnen | Feldspielerinnen | Feldspielerinnen                      |
| Nr.              | Name               | Pos.             | Geburtsdatum     | Sp               | T                | V                | Pkt              | SM               | +/−              | Team                                  |
| ---------------- | ------------------ | ---------------- | ---------------- | ---------------- | ---------------- | ---------------- | ---------------- | ---------------- | ---------------- | ------------------------------------- |
| 22               | Livia Altmann      | D                | 13. Dez. 1994    | 6                | 0                | 0                | 0                | 2                | ±0               | ZSC Lions Frauen (LKA)                |
| 21               | Laura Benz         | D                | 25. Aug. 1992    | 6                | 0                | 2                | 2                | 10               | −6               | ZSC Lions Frauen (LKA)                |
| 13               | Sara Benz – A      | F                | 25. Aug. 1992    | 6                | 1                | 1                | 2                | 2                | −9               | ZSC Lions Frauen (LKA)                |
| 10               | Nicole Bullo       | D                | 18. Juli 1987    | 6                | 0                | 3                | 3                | 2                | −3               | HC Lugano (LKA)                       |
| 61               | Romy Eggimann      | F                | 29. Sep. 1995    | 6                | 1                | 0                | 1                | 0                | −1               | HC Lugano (LKA)                       |
| 11               | Angela Frautschi   | D                | 5. Juni 1987     | 6                | 0                | 0                | 0                | 0                | −3               | ZSC Lions Frauen (LKA)                |
| 3                | Sarah Forster      | D                | 19. Mai 1993     | 6                | 0                | 1                | 1                | 4                | −2               | HC Lugano (LKA)                       |
| 17               | Jessica Lutz       | F                | 24. Mai 1989     | 6                | 2                | 1                | 3                | 2                | −3               | Ronin (KCIHL)                         |
| 6                | Julia Marty – C    | D                | 16. Apr. 1988    | 6                | 0                | 0                | 0                | 0                | −6               | Linköping HC (Riksserien)             |
| 9                | Stefanie Marty     | F                | 16. Apr. 1988    | 6                | 2                | 0                | 2                | 2                | −4               | Linköping HC (Riksserien)             |
| 25               | Alina Müller       | F                | 12. März 1998    | 6                | 1                | 2                | 3                | 6                | −8               | EHC Winterthur (U17-Junioren)         |
| 2                | Katrin Nabholz – A | F                | 3. Apr. 1986     | 6                | 0                | 0                | 0                | 0                | −2               | ZSC Lions Frauen (LKA)                |
| 14               | Evelina Raselli    | F                | 3. Mai 1992      | 5                | 0                | 0                | 0                | 25               | −2               | HC Lugano (LKA)                       |
| 7                | Lara Stalder       | D                | 15. Mai 1994     | 5                | 1                | 1                | 2                | 6                | −3               | University of Minnesota Duluth (WCHA) |
| 88               | Phoebe Stänz       | F                | 7. Jan. 1994     | 6                | 2                | 0                | 2                | 2                | −5               | Yale University (ECAC)                |
| 63               | Anja Stiefel       | F                | 9. Aug. 1990     | 6                | 0                | 0                | 0                | 0                | −6               | HC Lugano (LKA)                       |
| 92               | Sandra Thalmann    | D                | 18. Dez. 1992    | 6                | 0                | 1                | 1                | 8                | −7               | SC Reinach (LKA)                      |
| 16               | Nina Waidacher     | F                | 23. Aug. 1995    | 6                | 0                | 0                | 0                | 0                | −4               | College of St. Scholastica (NCHA)     |

| Torhüterinnen | Torhüterinnen      | Torhüterinnen | Torhüterinnen | Torhüterinnen | Torhüterinnen | Torhüterinnen | Torhüterinnen | Torhüterinnen | Torhüterinnen | Torhüterinnen | Torhüterinnen | Torhüterinnen                 |
| Nr.           | Name               | Geburtsdatum  | Sp            | S             | N             | OTN           | Min           | GT            | SO            | Sv%           | GTS           | Team                          |
| ------------- | ------------------ | ------------- | ------------- | ------------- | ------------- | ------------- | ------------- | ------------- | ------------- | ------------- | ------------- | ----------------------------- |
| 1             | Janine Alder       | 5. Juli 1995  | –             | –             | –             | –             | –             | –             | –             | –             | –             | EHC Winterthur (U17-Junioren) |
| 26            | Sophie Anthamatten | 26. Juli 1991 | –             | –             | –             | –             | –             | –             | –             | –             | –             | EHC Saastal (1. Division RL)  |
| 41            | Florence Schelling | 9. März 1989  | 6             | 2             | 3             | 1             | 362:38        | 24            | 1             | 91,30         | 3,97          | EHC Bülach (1. Division RL)   |

| Offizielle        | Offizielle | Offizielle      | Offizielle    |
| Funktion          | Nat.       | Name            | Geburtsdatum  |
| ----------------- | ---------- | --------------- | ------------- |
| Cheftrainer       | Schweiz    | René Kammerer   | 14. Aug. 1970 |
| Assistenztrainer  | Schweiz    | Daniel Meier    | 2. Nov. 1971  |
| General Manager   | Schweiz    | Peter Lüthi     | 15. Mai 1952  |
| Mannschaftsführer | Schweiz    | Philipp Steiner | 28. Nov. 1969 |

### Vereinigte Staaten
| Feldspielerinnen | Feldspielerinnen   | Feldspielerinnen | Feldspielerinnen | Feldspielerinnen | Feldspielerinnen | Feldspielerinnen | Feldspielerinnen | Feldspielerinnen | Feldspielerinnen | Feldspielerinnen                       |
| Nr.              | Name               | Pos.             | Geburtsdatum     | Sp               | T                | V                | Pkt              | SM               | +/−              | Team                                   |
| ---------------- | ------------------ | ---------------- | ---------------- | ---------------- | ---------------- | ---------------- | ---------------- | ---------------- | ---------------- | -------------------------------------- |
| 22               | Kacey Bellamy      | D                | 22. Apr. 1987    | 5                | 1                | 1                | 2                | 2                | +1               | Boston Blades (CWHL)                   |
| 9                | Megan Bozek        | D                | 27. März 1991    | 5                | 1                | 4                | 5                | 0                | +5               | USA Hockey                             |
| 25               | Alex Carpenter     | F                | 13. Apr. 1994    | 5                | 4                | 1                | 5                | 2                | −1               | Boston College (Hockey East)           |
| 13               | Julie Chu          | F                | 13. März 1982    | 5                | 0                | 1                | 1                | 2                | +1               | Stars de Montréal (CWHL)               |
| 26               | Kendall Coyne      | F                | 25. Mai 1992     | 5                | 2                | 4                | 6                | 2                | +8               | Northeastern University (Hockey East)  |
| 14               | Brianna Decker     | F                | 13. Mai 1991     | 5                | 2                | 4                | 6                | 6                | +8               | University of Wisconsin–Madison (WCHA) |
| 10               | Meghan Duggan – C  | F                | 3. Sep. 1987     | 5                | 1                | 1                | 2                | 2                | +2               | Boston Blades (CWHL)                   |
| 18               | Lyndsey Fry        | F                | 30. Okt. 1992    | 5                | 0                | 0                | 0                | 0                | +1               | Harvard University (ECAC)              |
| 28               | Amanda Kessel      | F                | 28. Aug. 1991    | 5                | 3                | 3                | 6                | 0                | +8               | University of Minnesota (WCHA)         |
| 21               | Hilary Knight      | F                | 12. Juli 1989    | 5                | 3                | 3                | 6                | 6                | +1               | Boston Blades (CWHL)                   |
| 17               | Jocelyne Lamoureux | F                | 3. Juli 1989     | 5                | 0                | 5                | 5                | 4                | +4               | USA Hockey                             |
| 7                | Monique Lamoureux  | F                | 3. Juli 1989     | 5                | 3                | 0                | 3                | 0                | +2               | USA Hockey                             |
| 19               | Gigi Marvin        | D                | 7. März 1987     | 5                | 0                | 1                | 1                | 2                | +4               | Boston Blades (CWHL)                   |
| 23               | Michelle Picard    | D                | 27. Mai 1993     | 5                | 0                | 0                | 0                | 2                | ±0               | Harvard University (ECAC)              |
| 24               | Josephine Pucci    | D                | 27. Dez. 1990    | 5                | 0                | 1                | 1                | 2                | +3               | Harvard University (ECAC)              |
| 15               | Anne Schleper      | D                | 30. Jan. 1990    | 5                | 1                | 2                | 3                | 2                | +7               | Boston Blades (CWHL)                   |
| 16               | Kelli Stack        | F                | 13. Jan. 1988    | 5                | 1                | 4                | 5                | 2                | ±0               | Boston Blades (CWHL)                   |
| 2                | Lee Stecklein      | D                | 23. Apr. 1994    | 5                | 0                | 1                | 1                | 0                | +2               | University of Minnesota (WCHA)         |

| Torhüterinnen | Torhüterinnen      | Torhüterinnen | Torhüterinnen | Torhüterinnen | Torhüterinnen | Torhüterinnen | Torhüterinnen | Torhüterinnen | Torhüterinnen | Torhüterinnen | Torhüterinnen | Torhüterinnen                |
| Nr.           | Name               | Geburtsdatum  | Sp            | S             | N             | OTN           | Min           | GT            | SO            | Sv%           | GTS           | Team                         |
| ------------- | ------------------ | ------------- | ------------- | ------------- | ------------- | ------------- | ------------- | ------------- | ------------- | ------------- | ------------- | ---------------------------- |
| 29            | Brianne McLaughlin | 20. Juni 1987 | –             | –             | –             | –             | –             | –             | –             | –             | –             | Burlington Barracudas (CWHL) |
| 30            | Molly Schaus       | 29. Juli 1988 | 1             | 1             | 0             | 0             | 60:00         | 0             | 1             | 100,00        | 0,00          | Boston Blades (CWHL)         |
| 31            | Jessie Vetter      | 19. Dez. 1985 | 4             | 2             | 1             | 1             | 246:02        | 8             | 0             | 90,70         | 1,95          | USA Hockey                   |

| Offizielle         | Offizielle         | Offizielle   | Offizielle    |
| Funktion           | Nat.               | Name         | Geburtsdatum  |
| ------------------ | ------------------ | ------------ | ------------- |
| Cheftrainerin      | Vereinigte Staaten | Katey Stone  | 17. Apr. 1966 |
| Assistenztrainer   | Vereinigte Staaten | Bobby Jay    | 18. Nov. 1965 |
| Assistenztrainer   | Vereinigte Staaten | Robb Stauber | 25. Nov. 1967 |
| Assistenztrainerin | Vereinigte Staaten | Hilary Witt  | 25. Dez. 1977 |
| General Managerin  | Vereinigte Staaten | Reagan Carey | 17. Juli 1978 |

## Gruppe B

### Deutschland
| Feldspielerinnen | Feldspielerinnen    | Feldspielerinnen | Feldspielerinnen | Feldspielerinnen | Feldspielerinnen | Feldspielerinnen | Feldspielerinnen | Feldspielerinnen | Feldspielerinnen | Feldspielerinnen                         |
| Nr.              | Name                | Pos.             | Geburtsdatum     | Sp               | T                | V                | Pkt              | SM               | +/−              | Team                                     |
| ---------------- | ------------------- | ---------------- | ---------------- | ---------------- | ---------------- | ---------------- | ---------------- | ---------------- | ---------------- | ---------------------------------------- |
| 5                | Manuela Anwander    | F                | 9. Jan. 1992     | 5                | 1                | 1                | 2                | 2                | −3               | ERC Ingolstadt (Bundesliga)              |
| 81               | Maritta Becker      | F                | 11. März 1981    | 5                | 0                | 1                | 1                | 2                | ±0               | ERC Ingolstadt (Bundesliga)              |
| 26               | Monika Bittner – A  | F                | 29. Jan. 1988    | 5                | 0                | 0                | 0                | 4                | −2               | ESC Planegg (Bundesliga)                 |
| 25               | Franziska Busch – A | F                | 20. Okt. 1985    | 5                | 3                | 2                | 5                | 2                | −4               | ECDC Memmingen (Bundesliga)              |
| 23               | Tanja Eisenschmid   | D                | 20. Apr. 1993    | 5                | 0                | 1                | 1                | 10               | −1               | University of North Dakota (WCHA)        |
| 6                | Bettina Evers       | F                | 17. Aug. 1981    | 5                | 1                | 0                | 1                | 2                | ±0               | ESC Planegg (Bundesliga)                 |
| 18               | Susanne Fellner     | D                | 26. Feb. 1985    | 5                | 0                | 0                | 0                | 0                | −2               | ECDC Memmingen (Bundesliga)              |
| 12               | Susann Götz – C     | D                | 14. Dez. 1982    | 5                | 1                | 3                | 4                | 4                | −3               | OSC Berlin (Bundesliga)                  |
| 4                | Jessica Hammerl     | D                | 10. Juli 1988    | 5                | 0                | 0                | 0                | 2                | +1               | ESC Planegg (Bundesliga)                 |
| 14               | Jacqueline Janzen   | F                | 29. Nov. 1993    | 5                | 0                | 1                | 1                | 0                | −4               | ECDC Memmingen (Bundesliga)              |
| 7                | Nina Kamenik        | F                | 27. Apr. 1985    | 5                | 0                | 1                | 1                | 0                | −2               | OSC Berlin (Bundesliga)                  |
| 3                | Sophie Kratzer      | F                | 20. Apr. 1989    | 5                | 0                | 2                | 2                | 0                | +1               | ESC Planegg (Bundesliga)                 |
| 15               | Andrea Lanzl        | D                | 8. Okt. 1987     | 5                | 0                | 1                | 1                | 0                | −4               | ERC Ingolstadt (Bundesliga)              |
| 24               | Lisa Schuster       | F                | 28. Mai 1987     | 5                | 0                | 1                | 1                | 0                | +1               | OSC Berlin (Bundesliga)                  |
| 17               | Sara Seiler         | F                | 25. Jan. 1983    | 5                | 1                | 0                | 1                | 0                | +1               | ERC Ingolstadt (Bundesliga)              |
| 22               | Kerstin Spielberger | F                | 14. Dez. 1995    | 5                | 1                | 0                | 1                | 2                | −2               | ESC Planegg (Bundesliga)                 |
| 10               | Anja Weißer         | D                | 2. Okt. 1991     | 5                | 0                | 1                | 1                | 4                | −1               | University of Prince Edward Island (AUS) |
| 8                | Julia Zorn          | F                | 6. Feb. 1990     | 5                | 1                | 0                | 1                | 2                | ±0               | ESC Planegg (Bundesliga)                 |

| Torhüterinnen | Torhüterinnen   | Torhüterinnen | Torhüterinnen | Torhüterinnen | Torhüterinnen | Torhüterinnen | Torhüterinnen | Torhüterinnen | Torhüterinnen | Torhüterinnen | Torhüterinnen | Torhüterinnen                 |
| Nr.           | Name            | Geburtsdatum  | Sp            | S             | N             | OTN           | Min           | GT            | SO            | Sv%           | GTS           | Team                          |
| ------------- | --------------- | ------------- | ------------- | ------------- | ------------- | ------------- | ------------- | ------------- | ------------- | ------------- | ------------- | ----------------------------- |
| 27            | Viona Harrer    | 5. Nov. 1986  | 3             | 2             | 1             | 0             | 180:00        | 6             | 1             | 93,75         | 2,00          | EC Bad Tölz (Oberliga)        |
| 30            | Jennifer Harß   | 14. Juli 1987 | 2             | 0             | 2             | 0             | 118:55        | 6             | 0             | 89,29         | 3,03          | ERC Sonthofen (Regionalliga)  |
| 13            | Ivonne Schröder | 25. Juli 1988 | –             | –             | –             | –             | –             | –             | –             | –             | –             | ELV Tornado Niesky (Oberliga) |

| Offizielle        | Offizielle  | Offizielle             | Offizielle    |
| Funktion          | Nat.        | Name                   | Geburtsdatum  |
| ----------------- | ----------- | ---------------------- | ------------- |
| Cheftrainer       | Deutschland | Peter Kathan senior    | 7. Feb. 1949  |
| Assistenztrainer  | Deutschland | Benjamin Hinterstocker | 26. Nov. 1979 |
| General Manager   | Deutschland | Michael Pfuhl          | 19. Sep. 1956 |
| Mannschaftsführer | Deutschland | Peter Gemsjäger        | 29. März 1958 |

### Japan
| Feldspielerinnen | Feldspielerinnen | Feldspielerinnen | Feldspielerinnen | Feldspielerinnen | Feldspielerinnen | Feldspielerinnen | Feldspielerinnen | Feldspielerinnen | Feldspielerinnen | Feldspielerinnen                  |
| Nr.              | Name             | Pos.             | Geburtsdatum     | Sp               | T                | V                | Pkt              | SM               | +/−              | Team                              |
| ---------------- | ---------------- | ---------------- | ---------------- | ---------------- | ---------------- | ---------------- | ---------------- | ---------------- | ---------------- | --------------------------------- |
| 11               | Yurie Adachi     | F                | 26. Apr. 1995    | 5                | 0                | 0                | 0                | 0                | −1               | Seibu Princess Rabbits (JWHL)     |
| 5                | Kanae Aoki       | D                | 20. Feb. 1985    | 5                | 0                | 0                | 0                | 4                | −4               | Mitsuboshi Daito Perigrine (JWHL) |
| 13               | Moeko Fujimoto   | F                | 5. Aug. 1992     | 5                | 0                | 0                | 0                | 0                | −2               | Mitsuboshi Daito Perigrine (JWHL) |
| 17               | Yuka Hirano – A  | F                | 26. Jan. 1987    | 5                | 0                | 1                | 1                | 2                | +3               | Mitsuboshi Daito Perigrine (JWHL) |
| 7                | Mika Hori        | D                | 17. Feb. 1992    | 5                | 0                | 0                | 0                | 2                | −2               | Toyota Cygnus (JWHL)              |
| 2                | Shiori Koike     | D                | 21. März 1993    | 5                | 0                | 0                | 0                | 0                | −2               | Mitsuboshi Daito Perigrine (JWHL) |
| 3                | Yoko Kondō       | D                | 13. Feb. 1979    | 5                | 0                | 0                | 0                | 0                | −1               | Seibu Princess Rabbits (JWHL)     |
| 21               | Hanae Kubo – A   | F                | 10. Dez. 1992    | 5                | 1                | 2                | 3                | 6                | +2               | Seibu Princess Rabbits (JWHL)     |
| 23               | Ami Nakamura     | F                | 15. Nov. 1997    | 5                | 0                | 0                | 0                | 0                | −4               | Seibu Princess Rabbits (JWHL)     |
| 12               | Chiho Ōsawa – C  | F                | 10. Feb. 1992    | 5                | 1                | 2                | 3                | 0                | +3               | Mitsuboshi Daito Perigrine (JWHL) |
| 18               | Tomoko Sakagami  | F                | 18. Okt. 1983    | 5                | 0                | 0                | 0                | 2                | −1               | Mitsuboshi Daito Perigrine (JWHL) |
| 19               | Miho Shishiuchi  | F                | 21. Aug. 1992    | 5                | 0                | 0                | 0                | 2                | −2               | Kushiro Bears (JWHL)              |
| 6                | Sena Suzuki      | D                | 4. Aug. 1991     | 4                | 0                | 1                | 1                | 0                | +3               | Seibu Princess Rabbits (JWHL)     |
| 9                | Aina Takeuchi    | D                | 16. Aug. 1991    | 5                | 0                | 1                | 1                | 4                | −2               | Daishin (JWHL)                    |
| 4                | Ayaka Toko       | D                | 22. Aug. 1994    | 5                | 2                | 0                | 2                | 2                | +1               | Daishin (JWHL)                    |
| 15               | Rui Ukita        | F                | 6. Juni 1996     | 5                | 0                | 1                | 1                | 0                | −2               | Daishin (JWHL)                    |
| 8                | Tomoe Yamane     | F                | 24. März 1986    | 5                | 1                | 0                | 1                | 8                | −1               | Daishin (JWHL)                    |
| 10               | Haruna Yoneyama  | F                | 7. Nov. 1991     | 5                | 1                | 0                | 1                | 6                | −4               | Mitsuboshi Daito Perigrine (JWHL) |

| Torhüterinnen | Torhüterinnen | Torhüterinnen | Torhüterinnen | Torhüterinnen | Torhüterinnen | Torhüterinnen | Torhüterinnen | Torhüterinnen | Torhüterinnen | Torhüterinnen | Torhüterinnen | Torhüterinnen         |
| Nr.           | Name          | Geburtsdatum  | Sp            | S             | N             | OTN           | Min           | GT            | SO            | Sv%           | GTS           | Team                  |
| ------------- | ------------- | ------------- | ------------- | ------------- | ------------- | ------------- | ------------- | ------------- | ------------- | ------------- | ------------- | --------------------- |
| 30            | Nana Fujimoto | 3. März 1989  | 5             | 0             | 5             | 0             | 271:41        | 15            | 0             | 88,55         | 3,31          | Vortex Sapporo (JWHL) |
| 29            | Akane Konishi | 14. Aug. 1995 | 1             | 0             | 0             | 0             | 23:34         | 0             | 0             | 100,00        | 0,00          | Kushiro Bears (JWHL)  |
| 1             | Azusa Nakaoku | 17. Mai 1985  | –             | –             | –             | –             | –             | –             | –             | –             | –             | Toyota Cygnus (JWHL)  |

| Offizielle         | Offizielle  | Offizielle         | Offizielle    |
| Funktion           | Nat.        | Name               | Geburtsdatum  |
| ------------------ | ----------- | ------------------ | ------------- |
| Cheftrainer        | Japan       | Yuji Iizuka        | 17. Mai 1974  |
| Assistenztrainer   | Japan       | Yoshifumi Fujisawa | 12. Feb. 1976 |
| Assistenztrainerin | Kanada      | Carla MacLeod      | 16. Juni 1982 |
| Assistenztrainer   | Kanada      | Scott Reid         | 25. Nov. 1976 |
| General Manager    | Deutschland | Mark Mahon         | 11. Nov. 1965 |

### Russland
| Feldspielerinnen | Feldspielerinnen             | Feldspielerinnen | Feldspielerinnen | Feldspielerinnen | Feldspielerinnen | Feldspielerinnen | Feldspielerinnen | Feldspielerinnen | Feldspielerinnen | Feldspielerinnen                                 |
| Nr.              | Name                         | Pos.             | Geburtsdatum     | Sp               | T                | V                | Pkt              | SM               | +/−              | Team                                             |
| ---------------- | ---------------------------- | ---------------- | ---------------- | ---------------- | ---------------- | ---------------- | ---------------- | ---------------- | ---------------- | ------------------------------------------------ |
| 23               | Tatjana Burina               | F                | 20. März 1980    | 6                | 2                | 3                | 5                | 4                | +2               | Tornado Moskowskaja Oblast (Russ. Meisterschaft) |
| 4                | Aljona Chomitsch             | D                | 26. Feb. 1981    | 6                | 1                | 2                | 3                | 0                | +4               | Agidel Ufa (Russ. Meisterschaft)                 |
| 95               | Jelena Dergatschowa          | F                | 8. Nov. 1995     | 6                | 0                | 0                | 0                | 0                | ±0               | Agidel Ufa (Russ. Meisterschaft)                 |
| 77               | Inna Djubanok                | D                | 20. Feb. 1990    | 6                | 0                | 1                | 1                | 0                | −3               | Agidel Ufa (Russ. Meisterschaft)                 |
| 8                | Ija Gawrilowa                | F                | 3. Sep. 1987     | 6                | 1                | 2                | 3                | 2                | +3               | Tornado Moskowskaja Oblast (Russ. Meisterschaft) |
| 2                | Angelina Gontscharenko       | D                | 23. Mai 1994     | 6                | 0                | 0                | 0                | 2                | +1               | Agidel Ufa (Russ. Meisterschaft)                 |
| 44               | Alexandra Kapustina – A      | D                | 7. Apr. 1984     | 6                | 0                | 0                | 0                | 2                | −2               | SKIF Nischni Nowgorod (Russ. Meisterschaft)      |
| 25               | Jekaterina Lebedewa          | F                | 14. Sep. 1984    | 6                | 0                | 0                | 0                | 0                | −1               | Fakel Tscheljabinsk (Russ. Meisterschaft)        |
| 72               | Jekaterina Paschkewitsch – A | F                | 19. Dez. 1972    | 6                | 0                | 1                | 1                | 0                | −2               | Agidel Ufa (Russ. Meisterschaft)                 |
| 70               | Anna Schibanowa              | D                | 10. Nov. 1994    | 6                | 0                | 2                | 2                | 6                | ±0               | Agidel Ufa (Russ. Meisterschaft)                 |
| 29               | Anna Schochina               | F                | 23. Juni 1997    | 6                | 1                | 3                | 4                | 2                | +2               | Tornado Moskowskaja Oblast (Russ. Meisterschaft) |
| 21               | Anna Schtschukina            | D                | 5. Nov. 1987     | 6                | 2                | 0                | 2                | 0                | ±0               | Tornado Moskowskaja Oblast (Russ. Meisterschaft) |
| 55               | Galina Skiba                 | F                | 9. Mai 1984      | 6                | 2                | 0                | 2                | 2                | ±0               | Tornado Moskowskaja Oblast (Russ. Meisterschaft) |
| 17               | Jekaterina Smolenzewa – C    | F                | 15. Sep. 1981    | 6                | 2                | 4                | 6                | 2                | ±0               | Tornado Moskowskaja Oblast (Russ. Meisterschaft) |
| 88               | Jekaterina Smolina           | F                | 8. Okt. 1988     | 6                | 0                | 1                | 1                | 0                | −3               | Tornado Moskowskaja Oblast (Russ. Meisterschaft) |
| 18               | Olga Sossina                 | F                | 27. Juli 1992    | 6                | 3                | 1                | 4                | 2                | −1               | SKIF Nischni Nowgorod (Russ. Meisterschaft)      |
| 34               | Swetlana Tkatschowa          | D                | 3. Nov. 1984     | 6                | 0                | 0                | 0                | 2                | −2               | Tornado Moskowskaja Oblast (Russ. Meisterschaft) |
| 9                | Alexandra Wafina             | F                | 28. Juli 1990    | 6                | 1                | 0                | 1                | 2                | −1               | Fakel Tscheljabinsk (Russ. Meisterschaft)        |

| Torhüterinnen | Torhüterinnen    | Torhüterinnen | Torhüterinnen | Torhüterinnen | Torhüterinnen | Torhüterinnen | Torhüterinnen | Torhüterinnen | Torhüterinnen | Torhüterinnen | Torhüterinnen | Torhüterinnen                                       |
| Nr.           | Name             | Geburtsdatum  | Sp            | S             | N             | OTN           | Min           | GT            | SO            | Sv%           | GTS           | Team                                                |
| ------------- | ---------------- | ------------- | ------------- | ------------- | ------------- | ------------- | ------------- | ------------- | ------------- | ------------- | ------------- | --------------------------------------------------- |
| 20            | Julija Leskina   | 9. Feb. 1991  | 2             | 2             | 0             | 0             | 93:10         | 2             | 0             | 93,33         | 1,29          | Spartak-Merkuri Jekaterinburg (Russ. Meisterschaft) |
| 1             | Anna Prugowa     | 20. Nov. 1993 | 5             | 2             | 2             | 0             | 265:46        | 9             | 0             | 91,43         | 2,03          | Tornado Moskowskaja Oblast (Russ. Meisterschaft)    |
| 97            | Anna Winogradowa | 6. Apr. 1991  | –             | –             | –             | –             | –             | –             | –             | –             | –             | Fakel Tscheljabinsk (Russ. Meisterschaft)           |

| Offizielle        | Offizielle | Offizielle         | Offizielle    |
| Funktion          | Nat.       | Name               | Geburtsdatum  |
| ----------------- | ---------- | ------------------ | ------------- |
| Cheftrainer       | Russland   | Michail Tschekanow | 13. Juni 1961 |
| Assistenztrainer  | Russland   | Juri Nowikow       | 28. Feb. 1954 |
| General Manager   | Russland   | Alexei Jaschin     | 5. Nov. 1973  |
| Mannschaftsführer | Russland   | Nikolai Urjupin    | 12. Aug. 1958 |

### Schweden
| Feldspielerinnen | Feldspielerinnen     | Feldspielerinnen | Feldspielerinnen | Feldspielerinnen | Feldspielerinnen | Feldspielerinnen | Feldspielerinnen | Feldspielerinnen | Feldspielerinnen | Feldspielerinnen                   |
| Nr.              | Name                 | Pos.             | Geburtsdatum     | Sp               | T                | V                | Pkt              | SM               | +/−              | Team                               |
| ---------------- | -------------------- | ---------------- | ---------------- | ---------------- | ---------------- | ---------------- | ---------------- | ---------------- | ---------------- | ---------------------------------- |
| 10               | Emilia Andersson     | D                | 31. Aug. 1988    | 6                | 0                | 1                | 1                | 2                | +2               | Linköping HC (Riksserien)          |
| 4                | Jenni Asserholt – C  | F                | 8. Apr. 1988     | 6                | 1                | 2                | 3                | 6                | +2               | Linköping HC (Riksserien)          |
| 6                | Lina Bäcklin         | D                | 3. Okt. 1994     | 6                | 0                | 0                | 0                | 0                | +2               | Brynäs IF (Riksserien)             |
| 17               | Linnéa Bäckman       | D                | 18. Apr. 1991    | 6                | 0                | 0                | 0                | 0                | −3               | AIK Solna (Riksserien)             |
| 18               | Anna Borgqvist       | F                | 11. Juni 1992    | 6                | 2                | 2                | 4                | 2                | −1               | Brynäs IF (Riksserien)             |
| 22               | Emma Eliasson        | D                | 12. Juni 1989    | 6                | 1                | 3                | 4                | 6                | −4               | Munksund-Skuthamns SK (Riksserien) |
| 3                | Sofia Engström       | D                | 3. Juli 1988     | 6                | 0                | 0                | 0                | 0                | −2               | Leksands IF (Riksserien)           |
| 24               | Erika Grahm – A      | F                | 26. Jan. 1991    | 6                | 0                | 4                | 4                | 8                | −6               | MODO Hockey (Riksserien)           |
| 9                | Josefine Holmgren    | D                | 11. Apr. 1993    | 6                | 0                | 0                | 0                | 0                | +3               | Brynäs IF (Riksserien)             |
| 19               | Maria Lindh          | F                | 29. Sep. 1993    | 6                | 0                | 2                | 2                | 0                | +1               | MODO Hockey (Riksserien)           |
| 28               | Michelle Löwenhielm  | F                | 22. März 1995    | 6                | 1                | 2                | 3                | 2                | −1               | AIK Solna (Riksserien)             |
| 27               | Emma Nordin          | F                | 22. März 1991    | 6                | 2                | 1                | 3                | 0                | −3               | MODO Hockey (Riksserien)           |
| 7                | Johanna Olofsson – A | D                | 13. Juli 1991    | 6                | 1                | 0                | 1                | 6                | −1               | MODO Hockey (Riksserien)           |
| 11               | Cecilia Östberg      | F                | 15. Jan. 1991    | 6                | 1                | 3                | 4                | 8                | +3               | Leksands IF (Riksserien)           |
| 20               | Fanny Rask           | F                | 21. Mai 1991     | 6                | 0                | 0                | 0                | 0                | ±0               | AIK Solna (Riksserien)             |
| 21               | Erica Udén Johansson | F                | 20. Juli 1989    | 6                | 1                | 0                | 1                | 2                | −1               | IF Sundsvall (Riksserien)          |
| 13               | Lina Wester          | F                | 7. Nov. 1992     | 6                | 1                | 0                | 1                | 8                | +1               | Leksands IF (Riksserien)           |
| 16               | Pernilla Winberg     | F                | 24. Feb. 1989    | 6                | 3                | 4                | 7                | 2                | +3               | Munksund-Skuthamns SK (Riksserien) |

| Torhüterinnen | Torhüterinnen            | Torhüterinnen | Torhüterinnen | Torhüterinnen | Torhüterinnen | Torhüterinnen | Torhüterinnen | Torhüterinnen | Torhüterinnen | Torhüterinnen | Torhüterinnen | Torhüterinnen             |
| Nr.           | Name                     | Geburtsdatum  | Sp            | S             | N             | OTN           | Min           | GT            | SO            | Sv%           | GTS           | Team                      |
| ------------- | ------------------------ | ------------- | ------------- | ------------- | ------------- | ------------- | ------------- | ------------- | ------------- | ------------- | ------------- | ------------------------- |
| 1             | Sara Grahn               | 25. Sep. 1988 | –             | –             | –             | –             | –             | –             | –             | –             | –             | Brynäs IF (Riksserien)    |
| 35            | Valentina Lizana Wallner | 30. März 1990 | 5             | 2             | 2             | 0             | 269:16        | 13            | 1             | 91,45         | 2,90          | MODO Hockey (Riksserien)  |
| 30            | Kim Martin Hasson        | 28. Feb. 1986 | 2             | 1             | 0             | 0             | 87:29         | 1             | 1             | 97,73         | 0,69          | Linköping HC (Riksserien) |

| Offizielle        | Offizielle | Offizielle       | Offizielle    |
| Funktion          | Nat.       | Name             | Geburtsdatum  |
| ----------------- | ---------- | ---------------- | ------------- |
| Cheftrainer       | Schweden   | Niclas Högberg   | 2. März 1973  |
| Assistenztrainer  | Schweden   | Leif Boork       | 3. Juli 1949  |
| Assistenztrainer  | Schweden   | Anders Ottosson  | 13. Mai 1965  |
| Mannschaftsführer | Schweden   | Staffan Landberg | 19. Jan. 1952 |